# HMS Hermione (1782)
La HMS Hermione fue una fragata británica bautizada como el «buque negro» por la historiografía inglesa y considerada como parte de la cultura marítima de Gran Bretaña.[cita requerida]

## El motín de laHermione
La fragata HMS Hermione, de treinta y dos cañones, seis obuses y unos 200 hombres de tripulación, cuyo mando ostentaba Hugh Pigott, tenía órdenes de patrullar por el canal de la Mona, entre las islas de La Española y Puerto Rico, punto estratégico para el tráfico marítimo español en el Caribe. El 16 de agosto de 1797, la escuadra británica del vicealmirante Hyde Parker, con base en el puerto de San Nicolás, en la actual Haití, destacó a la fragata Hermione.
El capitán Pigott llevaba siete meses al mando del buque y sus acciones condujeron a su tripulación a la desesperación; cuando los marineros arrizaron las velas, Pigott señaló que la maniobra fue realizada muy lentamente, por lo que amenazó con azotarlos. Ante ello, los marineros que se encontraban trabajando en las vergas y en los penoles, se apresuraron hacia los obenques. El pánico se apoderó de ellos en los marchapiés, saltando unos sobre otros, resultando en la caída de tres hombres, que perdieron el pie y cayeron muertos a cubierta. Pigott ordenó arrojar directamente los cadáveres al mar e indicó que a la mañana siguiente se azotase a seis marineros más. Harta la tripulación, se amotinó y asesinó a puñaladas al capitán y luego a casi toda la oficialidad.
Al finalizar los sucesos, los marineros decidieron fugarse (durante los siguientes nueve años, la Armada británica consiguió capturar a 24 de ellos) y entregaron la nave a las autoridades españolas del puerto de La Guaira (provincia de Venezuela) el 27 de septiembre de 1797. Los marineros dijeron al brigadier Mateo Pérez, gobernador de la plaza, que se habían amotinado, hartos del capitán Hugh Pigott y del segundo piloto (al cual abandonaron posteriormente) y que deseaban servir al rey de España, por lo cual le hacían entrega de la fragata.

## LaHermioneespañola
El 23 de diciembre de 1797 se decidió que la fragata quedara incorporada a la Real Armada española, como guardacostas del litoral venezolano, zona muy atacada por los ingleses desde la conquista de la isla de Trinidad. En la Armada española, fue rebautizada como Santa Cecilia, en recuerdo de una fragata destruida en la toma de Trinidad unos meses antes. En La Habana, donde se encontraba el mando de la Escuadra de Operaciones a cargo de Gabriel de Aristizábal y Espinosa, dio orden de que Ramón Echalaz fuera el nuevo capitán. Echalaz llevaba más de veinticinco años al servicio en la Armada, se había enfrentado a corsarios, había escapado de persecuciones en las Antillas, había participado en el asalto del puerto de Mahón en 1781 y en el bombardeo de Argel en 1784. Tomó posesión de su nuevo mando en agosto de 1798.

## Recuperación británica
La Hermione, rebautizada como Santa Cecilia en manos españolas, constituía una amenaza para los británicos y, además, era un símbolo de «un motín triunfante», detestable para cualquier capitán de la Royal Navy. En septiembre de 1799, sir Hyde Parker ordenó al capitán Edward Hamilton, comandante de la fragata de 28 cañones HMS Surprise, que capturara la Santa Cecilia fondeada en Puerto Cabello por reparaciones. En la noche del 24 al 25 de octubre de 1799, seis botes y lanchas procedentes de la Surprise asaltaron la fragata. Debido a la escasa guardia española en la zona, el capitán Hamilton y sus hombres se apoderaron del alcázar del barco y cerraron las escotillas, dejando la tripulación —aún somnolienta— encerrada y limitándose a pegar tiros y sablazos a los encerrados. Por ende, los españoles sufrieron 119 fallecidos y 57 heridos, y los ingleses solo tuvieron 12 heridos, entre ellos el capitán Hamilton.
La Santa Cecilia fue rebautizada por los ingleses como HMS Retaliation, y más tarde se le llamó HMS Retribution. En 1805 fue desguazada.

## Controversias
El capitán Hamilton, al recuperar la Hermione, redactó su informe diciendo que se abordó la fragata con seis botes y 98 hombres, frente a 392 españoles. El relato se publicó en la Gaceta de Jamaica. Echalaz lo utilizó para su defensa. Hamilton afirmaba haber utilizado seis lanchas, pero Echalaz aseguró que eran siete. La versión de Hamilton afirmaba que fue descubierto al entrar en la bahía por dos lanchas cañoneras españolas y, a continuación, los ingleses rompieron la formación y abordaron a los españoles. Entre tanto, Hamilton se dirigió con cuatro lanchas a la fragata. Los tripulantes de la Hermione creyeron que el puerto estaba siendo atacado y dispararon sus cañones a ciegas, sin darse cuenta de que los ingleses estaban ya en proa, trepando a cubierta y cortando amarras, por lo que se produjo una lucha cuerpo a cuerpo.
Esta versión, considerada falsa por Cesáreo Fernández Duro en su obra Armada Española, ha pervivido: «¡Menos de cien británicos bombardeados por doscientos cañones habían vencido, cuerpo a cuerpo a 400 españoles y a dos cañoneras!» Más tarde incluso se afirmó que la batalla fue de día y con sólo tres lanchas (unos 45 hombres).[cita requerida] El historiador Dudley Pope, en su obra The Black Ship (1963), incluyó el rescate de la Hermione entre «las más exitosas operaciones en la historia naval británica».[cita requerida]